# ماکانت د کابرنیس
ماکانت د کابرنیس (به اسپانیایی: Maçanet de Cabrenys) یک شهرستان در اسپانیا است که در خرنا واقع شده‌است.

## خصوصیات
ماکانت د کابرنیس ۶۷٫۹ کیلومترمربع مساحت و ۷۲۳ نفر جمعیت دارد و ۳۷۰ متر بالاتر از سطح دریا واقع شده‌است.